# William Collazo

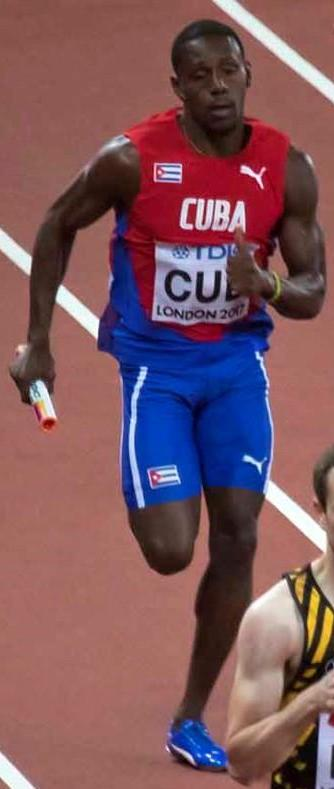
William Collazo

William Collazo Gutiérrez (* 31. August 1986 in Havanna) ist ein kubanischer Sprinter.
Er nahm an den Leichtathletik-Weltmeisterschaften 2007 in Osaka und 2009 in Berlin sowie an den Olympischen Spielen 2008 in Peking teil. Dort erreichte er im 400-Meter-Lauf jeweils die Halbfinalrunde.
Bei den Zentralamerika- und Karibikmeisterschaften 2009 in seiner Heimatstadt Havanna gewann er über die 400 Meter den Titel. Den bislang bedeutendsten Erfolg seiner Karriere feierte er bei den Leichtathletik-Hallenweltmeisterschaften 2010 in Doha, als er im 400-Meter-Lauf überraschend die Silbermedaille holte. Bei den Leichtathletik-Weltmeisterschaften 2011 in Daegu schied er in der Halbfinalrunde aus.

## Bestleistungen
- 200 m: 21,27 s, 12. März 2004, Havanna
- 400 m: 44,93 s, 19. August 2009, Berlin
  - Halle: 46,31 s, 13. März 2010, Doha